# Mary McGuckian
Mary McGuckian, née le 27 mai 1963 en Irlande du Nord, est une réalisatrice, scénariste et productrice de cinéma britannique.

## Filmographie
- 1994 : Words Upon the Window Pane
- 1997 : This Is the Sea
- 2000 : Best
- 2004 : Le Pont du roi Saint-Louis (The Bridge of San Luis Rey)
- 2005 : Rag Tale
- 2007 : Intervention
- 2008 : Inconceivable
- 2010 : The Making of Plus One
- 2011 : Man on the Train
- 2014 : Gray Matters (documentaire)
- 2015 : The Price of Desire